# 岡本三良助
岡本 三郎助（おかもと さぶろうすけ、1901年（明治34年）9月30日 - 1951年（昭和26年）5月29日）は、日本の内務・警察官僚。最後の官選滋賀県知事。

## 経歴
広島県沼隈郡鞆町（現・福山市）出身。岡本龍太郎の二男として生まれる。1925年、東京帝国大学法学部英法科を卒業。1926年12月、高等試験行政科試験に合格。1928年、東京高等工業学校建築科を卒業。内務省に入省し、鹿児島県属となる。
以後、鹿児島県警部、同学務部社会課長、新潟県警視、愛知県警察部保安警務課長、京都府警察部警務課長、興亜院書記官、秋田県書記官・警察部長、栃木県経済部長などを歴任。
1942年1月、滋賀県内務部長に就任。柴野和喜夫知事が石川県知事選挙に立候補のため辞任し、1947年3月、滋賀県知事に昇格。知事選挙を執行して同年4月に知事を退任し服部岩吉知事下で副知事となったが、1951年に辞任して日本社会党・国民民主党の推薦で知事選に出馬したものの服部に3万票弱もの差をつけられて落選した。

## 著作
- 『警察署建築の研究』警察協会、1937年。